# Vattsjön
Vattsjön är en sjö i Sandvikens kommun i Gästrikland och ingår i Gavleåns huvudavrinningsområde. Sjön är 1,5 meter djup, har en yta på 0,114 kvadratkilometer och befinner sig 135,9 meter över havet. Sjön avvattnas av vattendraget Storån.

## Delavrinningsområde
Vattsjön ingår i det delavrinningsområde (672781-153042) som SMHI kallar för Utloppet av Vattsjön. Medelhöjden är 196 meter över havet och ytan är 4,05 kvadratkilometer. Räknas de 8 avrinningsområdena uppströms in blir den ackumulerade arean 59,29 kvadratkilometer. Storån som avvattnar avrinningsområdet har biflödesordning 3, vilket innebär att vattnet flödar genom totalt 3 vattendrag innan det når havet efter 62 kilometer. Avrinningsområdet består mestadels av skog (80 procent). Avrinningsområdet har 0,21 kvadratkilometer vattenytor vilket ger det en sjöprocent på 5,1 procent.